# 矢野健太郎 (漫画家)
矢野 健太郎（やの けんたろう、1957年〈昭和32年〉10月3日 - ）は、日本の漫画家。主な作品に『ネコじゃないモン!』などがある。大阪芸術大学の漫画アニメーション研究会グループ「CAS」の創設者。

## 略歴
東京都生まれ。大阪府立島上高等学校卒業。大阪芸術大学芸術学部デザイン学科を4年次に中退。

## 人物
小学校3年生の頃から友人の影響でマンガを描き始め、「マンガ家入門」（石森章太郎：著）を買い、6年生で初めてペンとインクを使う。
府立島上高校では漫画研究部創設に係わり、大阪芸大では漫画アニメーション研究会グループ「CAS（かす）」を設立し初代会長となる。
「矢野」姓は本名であるが、ペンネームの全体は学生時代、恩師があだ名として付けた、同姓同名の数学者に由来する。しかし、元々のペンネームの表記はニンベンを取った「矢野建太郎」のはずであったが、1981年（昭和56年）に『強化戦士アームピット』（『週刊ヤングジャンプ』）でデビューしたときに名前を誤植され、数学者と全く同じ漢字で誤って掲載された際に、これを訂正せず、以後現在に至るまでそのままのペンネームを使い続けている。『ネコじゃないモン!』のようなドタバタラブコメから、まったく救いのないダークホラーまで、幅広い作風を持つ。
パソコンゲーム雑誌『テクノポリス』（徳間書店）にゲーム紹介漫画『ゲームジョッキー』を連載するなど、8ビットパソコン当時からゲームに着目しており、特に1986年から1988年にかけて『ホビーズジャンプ』で掲載された『ネットワーク戦士（ウォリアー）』では、インターネット普及前で300bpsの音響カプラによるパソコン通信が主流の時代に、「オンラインゲームの世界にプレイヤーが取り込まれる物語」を描いていた。
大学時代のエピソードが島本和彦の『アオイホノオ』に僅かながら紹介されており、ドラマ化された際は浦井健治が演じている。
大学時代同様、現在も自転車を愛好している。

## 作品リスト
- ArbeZ（アーヴェ・ズィー）
- インジュカーシス
- オマージュ
- 鬼狩獣（ハンティング・ビースト）
- コットンプレイ
- シーラント
- 邪神伝説シリーズ
※「クトゥルー神話」をモチーフにした作品。
  1. ラミア
  2. ダーク・マーメイド
  3. ラスト・クリエイター
  4. コンフュージョン
  5. リ・バース
- スイート♥タイム
- セルロイドナイト
- ちょっとカクシタ
- トップをねらえ! NEXT GENERATION 〜発進戦艦アレクシオン編〜
- ドラゴンバスター
- ディーヴァ
- ドリーマー
- ネコじゃないモン!
- ネットワーク戦士（ウォリアー）
- パート退魔 麗
- バストショット
- P・U・L・S・E
- ハンターキラー美奈
- BB戦士三国伝 英雄激突編
- 雛子バリエーション!
- 4Spiritsプラス2 全7巻
あろひろし、サトウ・ユウ、佐藤元ら4人とゲスト2人で各巻ごとに決められたテーマに沿った作品を描く。
- フリーラジカル
- プレハブラプソディ 『アニメック』掲載。原案：小牧雅伸
- プログラムアリス
- FROM-C
- まさみの気持ち
- もいちどワンスモア
- らぶ♡シミュレーション
- 有機装甲N・N・M
美少女格闘アンソロジー「バトルエンジェルス」にて収録。

他

## アシスタント
- 毛野楊太郎（けの・やんたろう）
成人向け漫画家。自称「矢野のアシスタント」。絵柄は極めて矢野に酷似しているが、あくまで別人と主張している。
- みやさかたかし